# Le tueur porte un masque
Pour plus de détails, voir Fiche technique et Distribution.
Le tueur porte un masque (The Mad Magician) est un film américain réalisé par John Brahm, sorti en 1954, avec Vincent Price, Eva Gabor et Mary Murphy dans les rôles principaux.

## Synopsis
Don Gallico (Vincent Price) est un magicien expert dans la conception et la réalisation de déguisements et de masques. Il travaille pour Ross Ormond (Donald Randolph) qui revend ses créations. Un jour, sous le coup de la colère, il tue son ancien chef.

## Fiche technique
- Titre original : The Mad Magician
- Titre français : Le tueur porte un masque
- Réalisation : John Brahm
- Scénario : Crane Wilbur et Seton I. Miller
- Montage : Grant Whytock
- Directeur de la photographie : Bert Glennon
- Musique : Emil Newman et Arthur Lange
- Société de production : Columbia Pictures
- Pays de production :  États-Unis
- Langue : Anglais
- Format : Noir et blanc - 1,37:1 - Mono
- Genre : Film d'horreur
- Durée : 72 minutes
- Dates de sortie : États-Unis : 19 mai 1954

## Distribution
- Vincent Price : Don Gallico / Gallico le grand
- Mary Murphy : Karen Lee
- Eva Gabor : Claire Ormond
- John Emery : le grand Rinaldi
- Donald Randolph : Ross Ormond
- Lenita Lane : Alice Prentiss
- Patrick O'Neal : détective Alan Bruce
- Jay Novello : Frank Prentiss
- Corey Allen : Gus
- Lyle Talbot
- Conrad Brooks (en)
- George Eldredge (en)
- Roy Engel
- Jack Kenney
- Keith Richards
- Tom Powers : un inspecteur
- Roland Varno : le maître de cérémonie
- Robert Williams